# Patriots de Paris
Uniformes
Les Patriots de Paris est un club de baseball et de softball créé en 1988, domicilié à Paris, évoluant en Division 2 et dans les championnats de la ligue d'Île-de-France. Champion de France de Nationale 2 en 1995 puis en 2012, le club remporte des titres de champion régional.

## Historique
Les Patriots ont été champions de France ou d'Ile-de-France en 1990, 1995, 2004, 2008, 2009, 2012 et 2015. 
En 2017, le club attaque en justice le Front National en raison d'une possible utilisation du mot patriote par ce parti politique
En 2018, le club accède à la National 1 pour la première fois de son histoire, en 2019 le club continue son ascension et accède à la Division 2, l'antichambre de l'élite française.

## Politique sportive
En 2010, le softball fait son retour au sein du club après une interruption de plusieurs saisons. Une équipe mixte est inscrite aux différents championnats organisés par la ligue, que ce soit en indoor ou en outdoor.
2015 voit la création d'une équipe de softball 100% féminin. 
Le club fait également la promotion du baseball au féminin, en intégrant des femmes dans ses équipes de baseball.  

## Promotion des sports de batte
En 2015, l'équipe de softball est finaliste du Tournoi International de Paris, un événement parrainé par la Fédération Sportive Gaie et Lesbienne afin de lutter contre les discriminations dans le sport. 

## Terrain
Le terrain utilisé par les joueurs des Patriots de Paris est situé au sein du complexe sportif du Stade Pershing, dans le Bois de Vincennes à Paris (12ème arrondissement).

## Palmarès

### Baseball
- Champion de Nationale 2 : 1995 et 2012
- Champion d'Île-de-France : 1990, 2004, 2008, 2009, 2013 et 2018
- Vice-Champion d'Île-de-France : 2005, 2007 et 2012